# Anders Valentin
Anders Thomas Valentin, född 8 maj 1953, är en svensk överläkare i ortopedi med anställning hos Aleris sedan 2016. Han är också landslagsläkare för Sveriges herrlandslag i fotboll sedan 1998. Valentin har tidigare arbetat på Karolinska sjukhuset (1988–1999) och Sankt Görans sjukhus/Capio (1999–2016) samt varit lagläkare för Team Kiruna IF, AIK Fotboll och Sveriges U21-herrlandslag i fotboll.